# Політехнічне товариство у Львові
Польське політехнічне товариство у Львові (пол. Polskie Towarzystwo Politechniczne we Lwowie) — професійна організація з центром у Львові, що діяла до початку другої світової війни з 1876–1939 рік. Об'єднувала переважно інженерів Галичини.

## Діяльність
Створена 1876 року у Львові групою з 22 інженерів різного профілю, початково під назвою «Товариство дипломованих техніків» (пол. Towarzystwo ukończonych technikόw). Через два роки перейменована на «Політехнічне товариство у Львові». Метою вбачалось об'єднання інженерів задля поглиблення знань його членів, ознайомлення їх із технічним прогресом, покращення зв'язків між фахівцями різних профілів. Утримувалось коштом членських внесків та пожертв. Від 1906 року мало власний будинок на вулиці Зиморовича, 9 (нинішня вул. Дудаєва). 1913 року з товариства вийшли українці, утворивши «Руське технічне товариство». Одночасно відбулася зміна назви товариства на «Польське політехнічне товариство у Львові». 12 березня 1913 року ухвалено зміни до статуту, згідно з якими польська мова ставала «офіційною мовою» товариства. Станом на той рік членами товариства були 1019 інженерів. Серед них найбільше було львів'ян — 475. Членами товариства також було 12 громадян Російської імперії. Поділялись на звичайних, кореспондентів і почесних. Відділення діяли в Бориславі, Дрогобичі, Коломиї, Новому Сончі, Перемишлі, Самборі, Станиславові, Стрию, Тарнові. Товариство мало власну бібліотеку, яку поповнювали переважно дарунками членів. 1934 року налічувала 2578 томів i 52 найменування періодичних видань.
Друкований орган товариства, часопис під назвою «Dźwignia» видавали від самого заснування. Від 1883 під назвою «Czasopismo Techniczne». Деякий час видавався спільно з краківським Технічним товариством. До Першої світової війни наклад коливався, сягаючи 600 примірників. У міжвоєнний період — 1000—1600 примірників.
1902 року урочисто відзначено 25-ліття товариства. З цієї нагоди організовано виставку і видано пам'ятну книгу. У сріблі та бронзі карбувалася пам'ятна медаль. Один бронзовий екземпляр зберігається у Львівському історичному музеї.
Товариство підтримувало контакти з організаціями з інших міст та з-за кордону. До 1917 року організувало 7 Загальнопольських з'їздів техніків, зокрема 3 у Львові. Було одним із співзасновників Начільної організації інженерів Республіки Польщі та Федерації слов'янських техніків.
На випадок розпуску товариства, його майно за статутом мало бути передане на користь Політехнічної школи у Львові, із призначенням можливих доходів на закордонні стипендії (йшлося, імовірно, про польських студентів Королівства конгресового). За статутом 1925 року майно мало переходити на користь Академії наук. Із початком другої світової війни 1939 року товариство перестало існувати.

## Учасники
Президентами товариства у різний час обрані Роман Гостковський (1877—85, 1893—95), Наполеон Ковач (1885—1888), Ян Непомуцен Франке (1888— 90, 1891—93, 1901—2), Кароль Сетті (1890—1891), Людвік Гольтенталь (1895—1898), Станіслав Щепановський (1898—1899), Тадеуш Фідлер (1899—1900), Едвард Хеппе (1900—1901), Леон Сирочинський (1903—1907), Вінцент Равський-молодший (1908—1909), Роман Інгарден (1910—1912), Едвін Гаусвальд (1913—1916), Станіслав Рибіцький (1917—1935), Отто Надольський (1936—1939).
1908 року утворилась секція товариства під назвою «Коло архітекторів польських у Львові», яка стала першою професійною спілкою архітекторів у Львові. Призначення секції вбачалось у підтримці її членами мистецтва і особливо — архітектури. Планувалось також проведення щорічних виставок, участь у міжнародних архітектурних конгресах. Першим головою «Кола» обрано Вінцента Равського молодшого, а його заступником — Людвіка Балдвіна Рамулта, інші члени правління — Альфред Броневський, Зигмунт Кендзерський, Іван Левинський, Тадей Обмінський, Альфред Захаревич і заступники — Юзеф Горнунг і Владислав Дердацький. Коло львівське, разом із Колом варшавським та Краківським технічним товариством 1908 року провели з'їзд своїх делегатів у Кракові.